# Hervormde kerk (Kerkdriel)

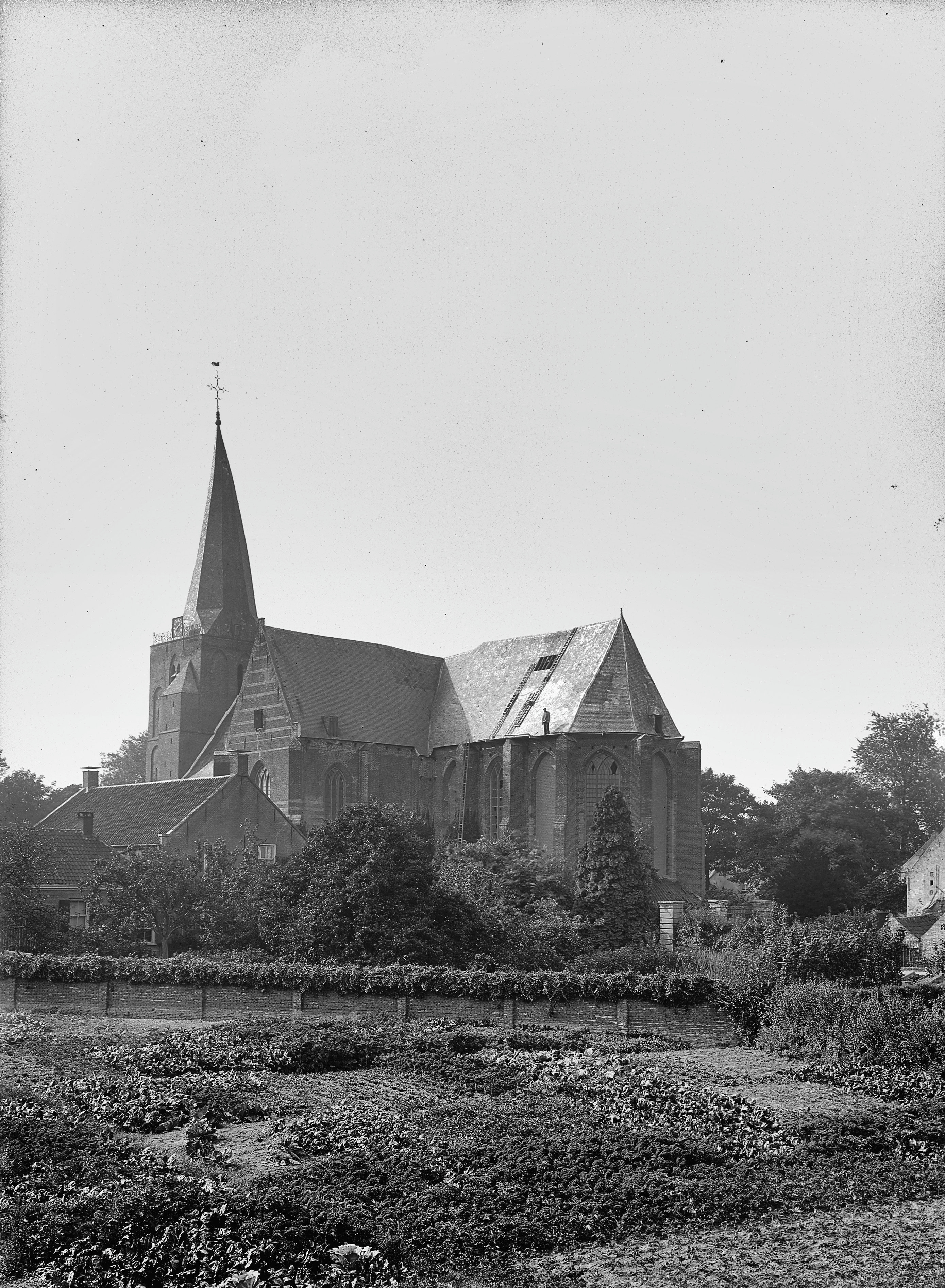
De kerk in 1909

De voormalige Hervormde kerk is de Protestantse kerk in het Gelderse Kerkdriel, gelegen aan Teisterbandstraat.

## Geschiedenis
Vanouds stond hier een kerkgebouw. Al in de 11e eeuw was er sprake van een kerkje. Het kerkgebouw uit de 15e en 16e eeuw, dat bekend stond om zijn scheve toren, werd slechts gedeeltelijk door de Hervormde gemeente gebruikt. Er waren toen nog restanten van oude fresco's in het gebouw aanwezig. Op 23 april 1945 werd de kerk door de Duitsers verwoest.
Op de fundamenten van de oude kerk werd een nieuwe kerk gebouwd naar ontwerp van de architecten H.A. Pothoven en G. Pothoven. De kerk werd in 1953 in gebruik genomen. In 1999 werd de kerk gerenoveerd. Er zijn sindsdien 150 zitplaatsen.

## Gebouw
Het is een bakstenen zaalkerk met een schilddak. Daar tegenaan is een vierkante toren gebouwd die bekroond wordt met een achtkante lantaarn. Het interieur is modern. Het orgel is van 1953 en werd gebouwd door de firma Pels & Van Leeuwen